# Big Sioux River
Big Sioux River er en flod der løber  i den østlige del af delstaten South Dakota, det nordvestlige Iowa. Den er en 674 km lang biflod til Missourifloden som løber mod syd fra et område nord for  Watertown og langs østenden af delstaten. Midtvejs løber den gennem Sioux Falls, hvor den udgør et stryg som har givet byen navn. Den løber nederst som grænseflod til Iowa, og munder ud i Missouri River i byen Sioux City. 
Bifloden Rock River løber til langt nede fra øst hvor den løber 160 km gennem Minnesota og Iowa, med start i Heron Lake.